# Virmond-Neersen

Wappen der Freiherren von Virmond-Neersen ab 1629

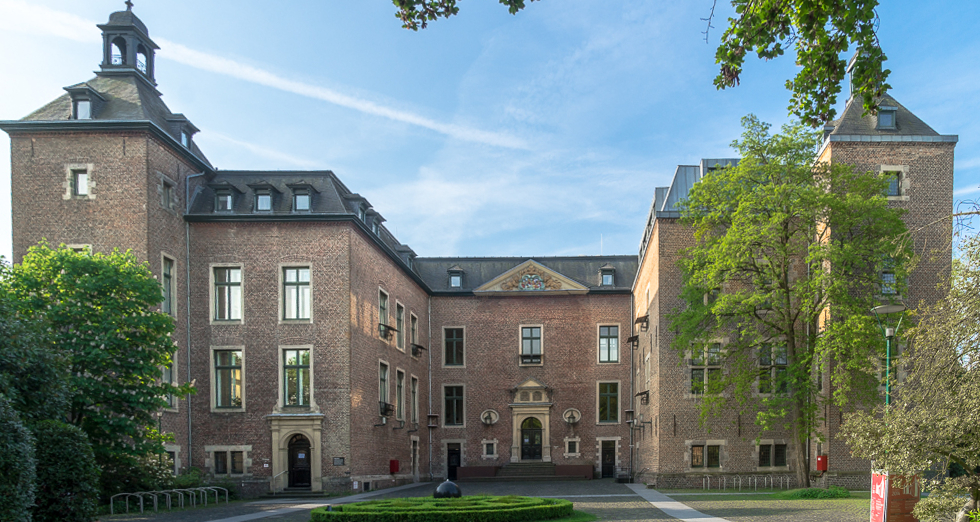
Schloss Neersen

Virmond-Neersen bezeichnet die niederrheinische Linie des Adelsgeschlechtes von Virmond (häufig auch Viermund oder Virmont), die ihren Sitz in der Herrschaft Neersen hatte. Das Adelsgeschlecht derer von Virmond stammte ursprünglich aus Viermünden in Hessen, die hessische Linie des Geschlechtes Virmond findet sich in der Herrschaft Nordenbeck und eine westfälische Linie sich in der Herrschaft Bladenhorst (siehe Virmond-Bladenhorst).
Die Herren von Virmond-Neersen herrschten von 1502 bis 1744 und stiegen in der Zwischenzeit vom Ritterstand zu Reichsgrafen auf.

## Liste der Herren von Neersen aus dem Hause Virmond
- 1502–1539: Ambrosius I., Vogt
- 1540–1572: Johann I.
- 1572–1611: Ambrosius II.
- 1611–1632: Johann II., ab 1621 Freiherr
- 1632–1681: Adrian Wilhelm
- 1681–1689: Ambrosius Adrian
- 1689–1744: Ambrosius Franz, ab 1706 Reichsgraf

Alle Genannten sind Söhne ihres jeweiligen Vorgängers.

## Weitere Angehörige des Hauses Virmond-Neersen
- Alvera (* 1617; † 1649), Tochter Johanns II., Klostergründerin, Priorin von Jülich
- Philipp Bernhard (* 1617; † 1639), Sohn Johanns II., Domherr in Münster
- Damian Hugo (* 1666; † 1722), Sohn Adrian Wilhelms, kaiserlicher General und Diplomat, ab 1706 Reichsgraf
- Franz Adrian (* 1696; † 1716), Sohn Damian Hugos, kaiserlicher Offizier
- Joseph Damian Max (* 1707; † 1730), Sohn des Ambrosius Franz, kurkölnischer Hofbeamter
- Johann Ludwig (* 1710; † um 1720), Sohn des Ambrosius Franz